# Casey Stengel
Charles Dillon Stengel (ur. 30 lipca 1890, zm. 29 września 1975) – amerykański baseballista, który występował na pozycji prawozapolowego, menadżer klubów Major League Baseball, członek Baseball Hall of Fame. Nosił przydomek The Old Perfessor.

## Kariera zawodnicza

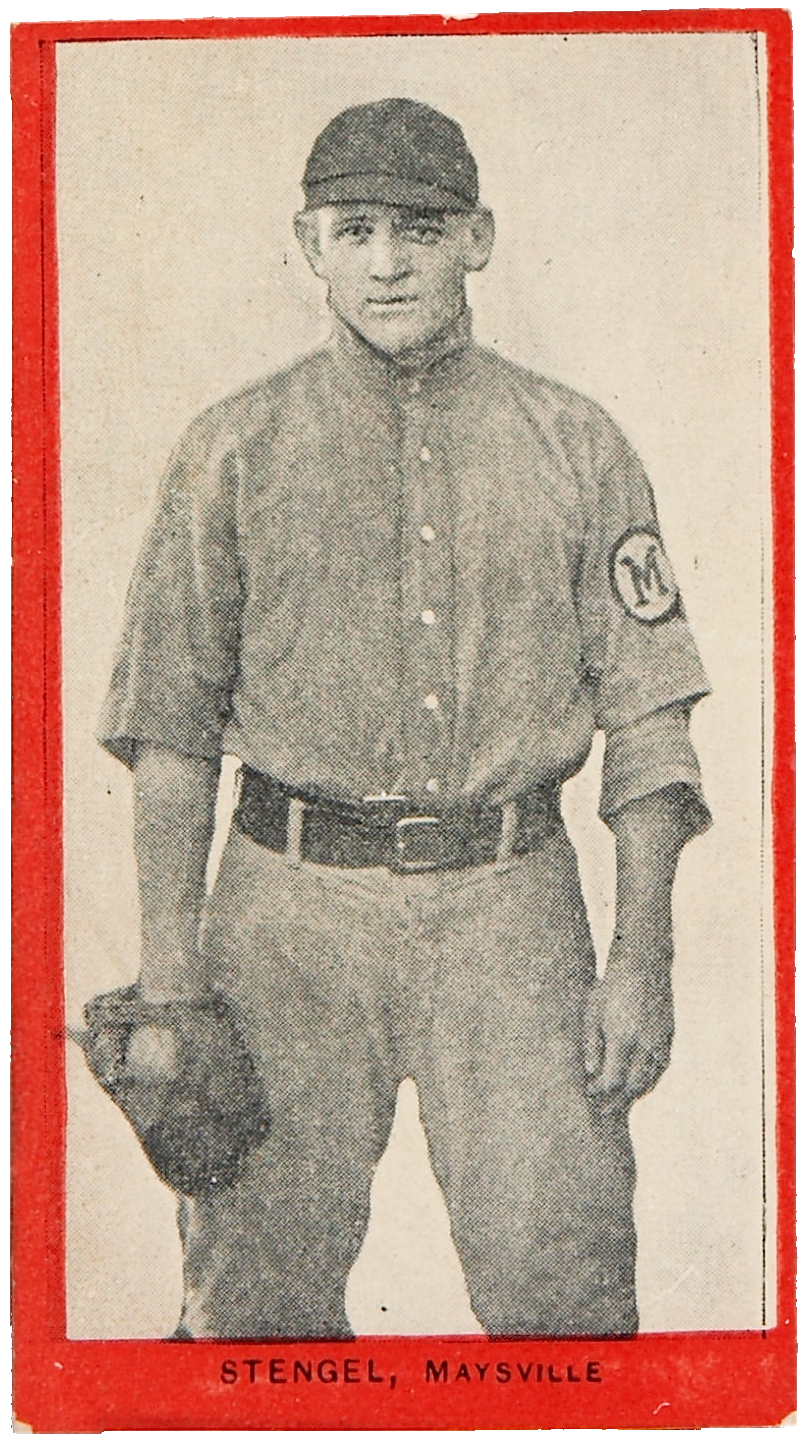
Casey Stengel jako zawodnik Maysville Rivermen w 1910.

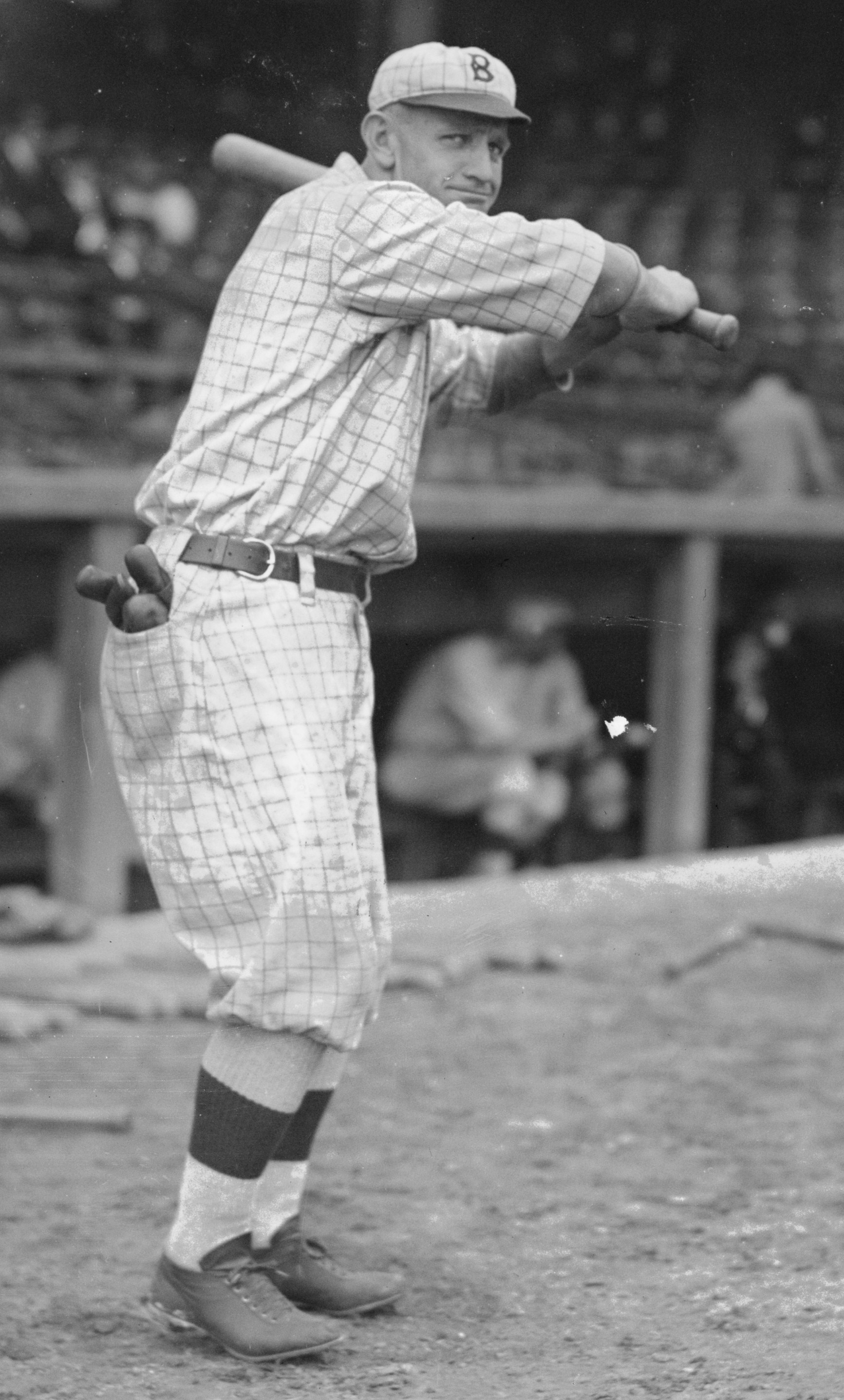
Casey Stengel podczas gry w Brooklyn Dodgers w 1916.

### Minor League Baseball

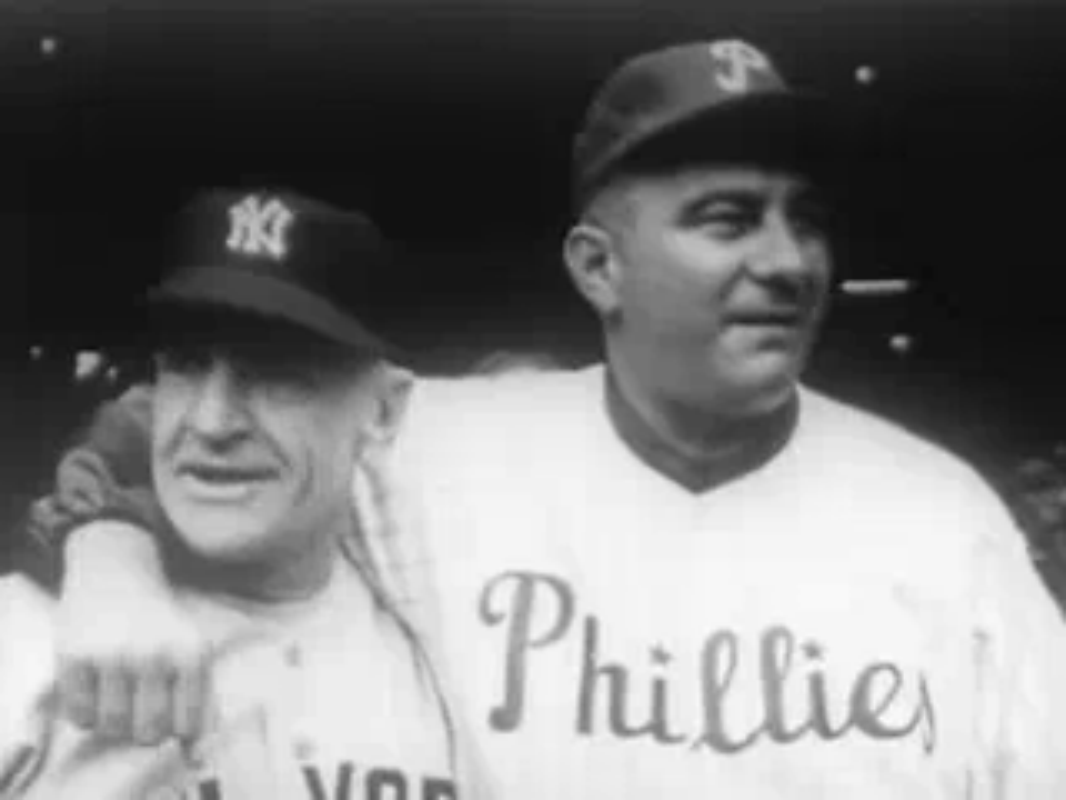
Casey Stengel i menadżer Philadelphia Phillies Eddie Sawyer podczas pierwszego meczu World Series w 1950.

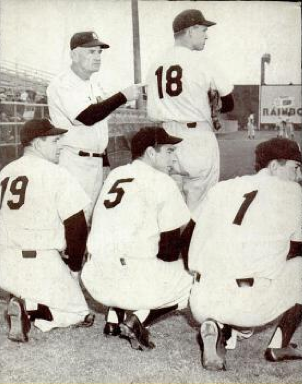
Casey Stengel wraz z Francisem Shea (#19), Joem DiMaggio (#5), Bobem Muncriefem (#18) i Billiem Martinem (#1) w 1951.

Podczas nauki w Central High School w Kansas City, wraz ze szkolną drużyną koszykówki zdobył mistrzostwo miasta, a z drużyną baseballową, gdzie występował na pozycji miotacza, sięgnął po mistrzostwo stanu. W 1910 podpisał kontrakt z Kansas City Blues (Class-A) z American Association. W tym samym roku grał w Kankakee Kays (Class-D) i Shelbyville/Maysville Rivermen (Class-D). W sezonie 1911 występował w Aurora Blues (Class-C), gdzie rozegrał 121 meczów, uzyskując średnią 0,352. Obserwowany wówczas przez skauta Brooklyn Dodgers Larry'ego Suttona, w sierpniu 1911 podpisał kontrakt z tym klubem, jednak większość sezonu 1912 spędził w Montgomery Rebels (Class-A).

### Major League Baseball
W MLB zadebiutował 17 września 1912 w meczu przeciwko Pittsburgh Pirates, w którym zaliczył cztery uderzenia, w tym dwa razy RBI single oraz skradł bazę, a Dodgers zwyciężyli 7–3. 5 kwietnia 1913 w meczu przedsezonowym przeciwko New York Yankees, był pierwszym zawodnikiem, który podszedł do odbicia na nowo wybudowanym stadionie Ebbets Field. W tym samym spotkaniu został pierwszym, który zdobył home runa na tym obiekcie. W 1916 rozegrał cztery mecze w World Series, jednak Dodgers ulegli Boston Red Sox 1–4.
W styczniu 1918 w ramach wymiany zawodników przeszedł do Pittsburgh Pirates, zaś w sierpniu 1919 do Philadelphia Phillies. W lipcu 1921 podpisał kontrakt z New York Giants. Początkowo pełnił funkcję pinch hittera, jednak w kontuzje dwóch zapolowych sprawiły, iż w czerwcu 1922 został pierwszym środkowozapolowym zespołu. W październiku 1922 zagrał w dwóch meczach World Series, w których Giants pokonali New York Yankees. W maju 1923 został zawieszony na 10 spotkań, po wdaniu się w bójkę z miotaczem Philadelphia Phillies Leftym Weinertem. W 1923 Giants zdobyli trzecie z rzędu mistrzostwo National League, a w World Series mierzyli się ponownie z New York Yankees. W pierwszym meczu Stengel zdobył w pierwszej połowie dziewiątej zmiany zwycięskiego inside-the-park-home runa. Dwa dni później w meczu numer 3, zdobył home runa, a Giants zwyciężyli 1–0 i objęli prowadzenie w serii 2–1, jednak Yankees wygrali trzy kolejne spotkania i zdobyli tytuł mistrzowski.
W listopadzie 1923 w ramach wymiany przeszedł do Boston Braves. W 1925 po rozegraniu 12 meczów, uzyskując średnią 0,077, odszedł do Worcester Panthers z Eastern League, obejmując funkcję grającego menadżera. W 1926 został grającym menadżerem Toledo Mud Hens, który rok później poprowadził do pierwszego w historii klubu mistrzostwa ligi American Association. Po zakończeniu sezonu 1931 nie przedłużono z nim kontraktu.

## Kariera menedżerska
Wkrótce dołączył do sztabu szkoleniowego Brooklyn Dodgers. W 1934 objął funkcję menadżera zespołu, po zwolnieniu z tego stanowiska Maksa Careya i pełnił ją do 1936. W 1938 został współwłaścicielem i menadżerem Boston Braves. Przed rozpoczęciem sezonu 1943 został potrącony przez taksówkę w Bostonie, doznając złamania nogi, przez co zmuszony był spędzić sześć tygodni w szpitalu, jednak nigdy już nie powrócił do pełnej sprawności. Poprowadził zespół w 107 ostatnich meczach notując bilans 47–60. Po zakończeniu sezonu zrezygnował z funkcji prowadzenia zespołu.
Na początku 1944 został menadżerem Milwaukee Brewers, zastępując Charliego Grimma, który objął Chicago Cubs. Stengel poprowadził Brewers do mistrzostwa American Association, jednak po zakończeniu sezonu zrezygnował z dalszego prowadzenia zespołu. W 1945 George Weiss, który był odpowiedzialny za system farmerski organizacji New York Yankees, zaoferował Stengelowi stanowisko menadżera w Kansas City Blues, który ten zaakceptował. Zmiana menadżera generalnego klubu, którym został Larry McPhail i niepewna sytuacja Weissa sprawiły, że Stengel odszedł do Oakland Oaks z Pacific Coast League, prowadząc w 1947 zespół do pierwszego od 20 lat mistrzostwa ligi. Menadżerem Oaks pozostał do 1949.
Mimo iż nie osiągnął sukcesów prowadząc zespoły w Major League Baseball, zajmując najwyżej piąte miejsce w ośmiozespołowej wówczas National League, przed rozpoczęciem sezonu 1949 został ogłoszony nowym menadżerem New York Yankees. Mając w składzie takich zawodników jak Joego DiMaggio, Phila Rizzuto, Yogiego Berrę, Mickeya Mantle'a czy Whiteya Forda, poprowadził w latach 1949–1954 Yankees do pięciu triumfów z rzędu w World Series. Kolejne mistrzostwa zdobył w 1956 i 1958. Po przegranych dla Yankees World Series w 1960, kiedy zwycięskiego dla Pittsburgh Pirates zdobył w meczu numer 7 Bill Mazeroski, Stengel zrezygnował z funkcji menadżera zespołu. W latach 1962–1965 był pierwszym menadżerem w historii New York Mets.

## Uhonorowanie
W 1966 został uhonorowany członkostwem w Baseball Hall of Fame. Numer 37, z którym występował jako menadżer Yankees i Mets, został zastrzeżony przez obydwa kluby.

## Statystyki menadżerskie
Na podstawie Casey Stengel Managerial Record
| Sezon              | Klub               | Liga               | Mecze | Zwycięstwa | Porażki | Remisy | Proc. zw. i por. |
| ------------------ | ------------------ | ------------------ | ----- | ---------- | ------- | ------ | ---------------- |
| 1934–1936          | Brooklyn Dogders   | NL                 | 463   | 208        | 251     | 4      | 0,453            |
| 1938–1943          | Boston Bees/Braves | NL                 | 870   | 373        | 491     | 6      | 0,432            |
| 1949–1960          | New York Yankees   | AL                 | 1851  | 1149       | 696     | 6      | 0,623            |
| 1962–1965          | New York Mets      | NL                 | 582   | 175        | 404     | 3      | 0,623            |
| Łącznie w karierze | Łącznie w karierze | Łącznie w karierze | 3766  | 1905       | 1842    | 19     | 0,508            |

## Nagrody i wyróżnienia
| Nagroda/wyróżnienie            | Lata                                           | Źródło |
| 8× zwycięzca w World Series    | 1922, 1949, 1950, 1951, 1952, 1953, 1956, 1958 | [ 1 ]  |
| Baseball Hall of Fame          | od 1966                                        | [ 6 ]  |
| # 37 zastrzeżony przez Mets    | 1965                                           | [ 1 ]  |
| # 37 zastrzeżony przez Yankees | 1970                                           | [ 1 ]  |